# Laureus World Sports Awards
Laureus World Sports Awards är ett årligt idrottspris som delas ut till de bästa idrottarna i världen det föregående året.
Det är en tvåstegsprocess för att få fram vinnarna, först röstar sportjournalister från över 80 länder för att få fram sex kandidater i varje kategori. Sedan får medlemmarna i Laureus World Sports Academy rösta fram vinnaren av kandidaterna.
Prisutdelningen flyttas runt bland olika länder. År 2007 hölls utdelningen i Barcelona i Spanien och 2008 års utdelning hölls den 18 februari i Sankt Petersburg, Ryssland.
År 2009 ställdes galan in på grund av finanskrisen och priserna delades istället ut till vinnarna vid olika tävlingar. Galan 2011 hölls i Abu Dhabi den 7 februari.
Två svenska idrottare har vunnit en Laureus World Sports Award: Annika Sörenstam som blev årets främsta kvinnliga idrottare 2004, och Armando Duplantis som fick utmärkelsen för årets främste manlige idrottare 2025.

## Vinnare

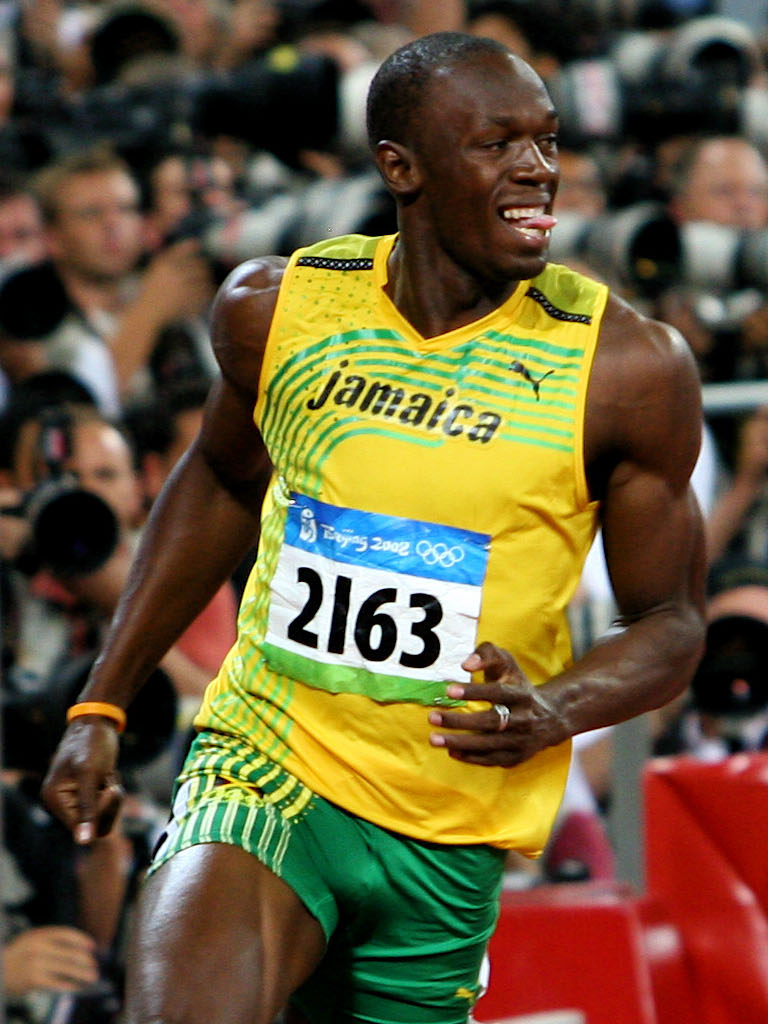
Usain Bolt Årets idrottsman 2009

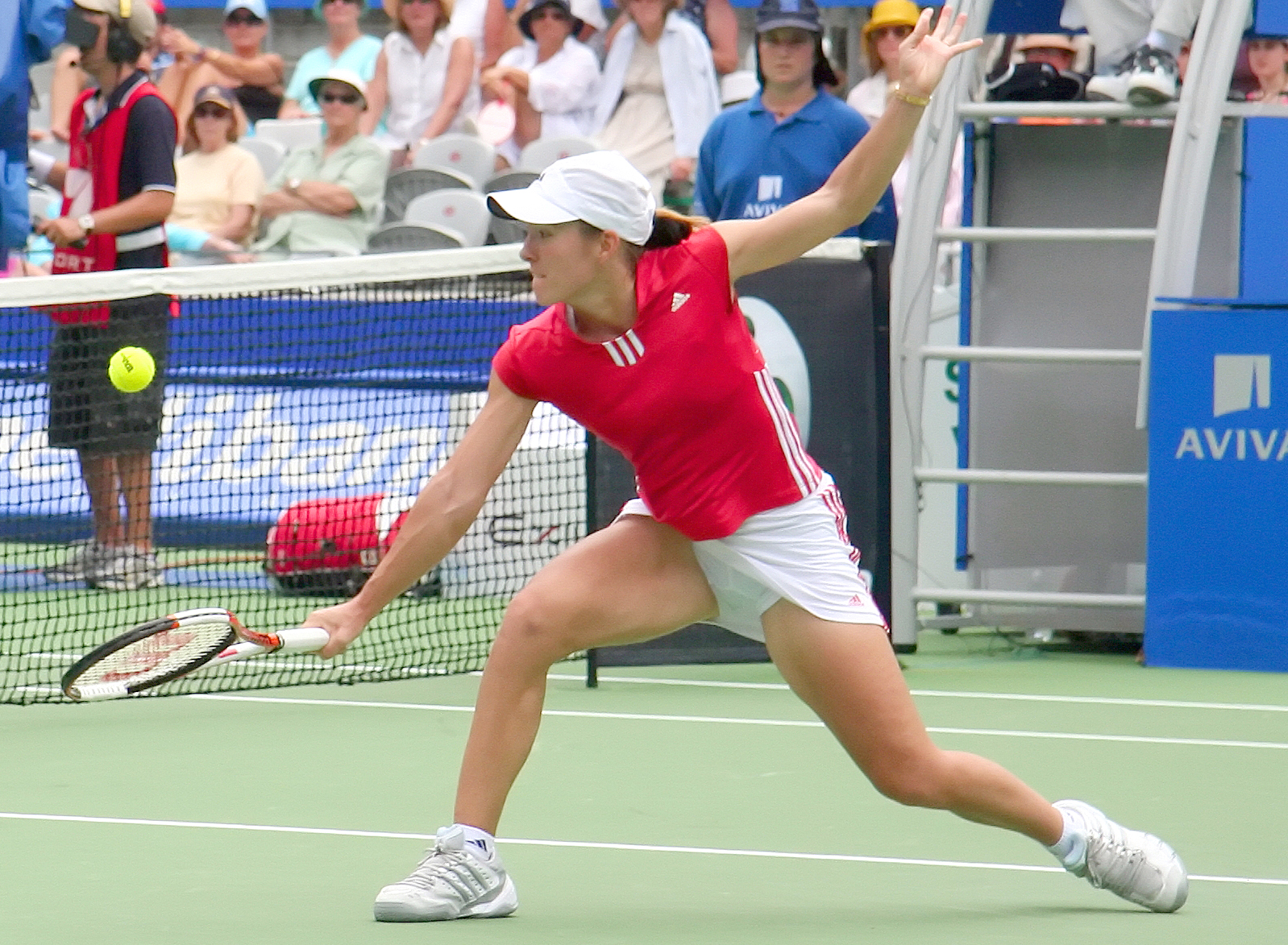
Justine Henin Årets idrottskvinna 2008

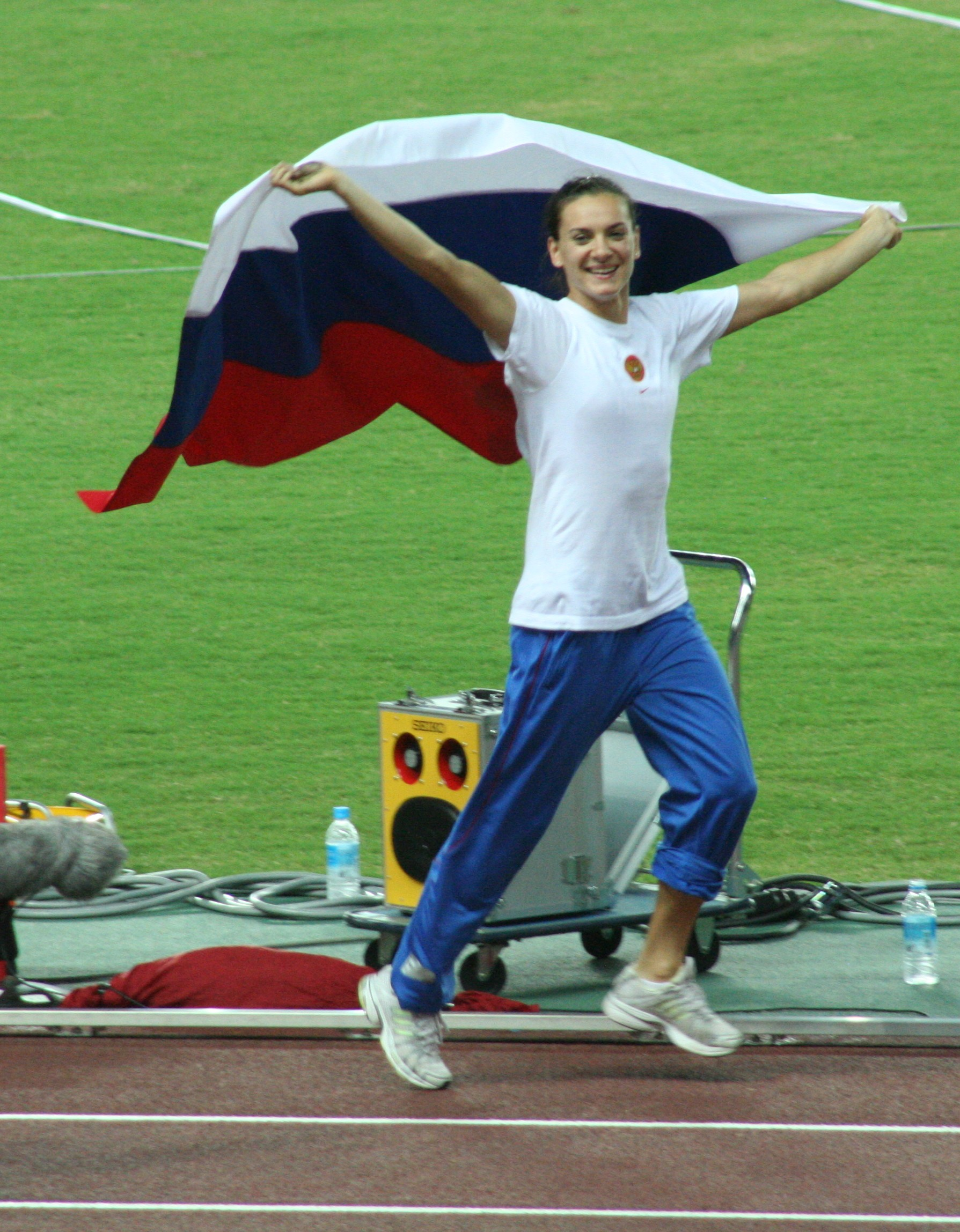
Jelena Isinbajeva blev Årets idrottskvinna 2007 och 2009

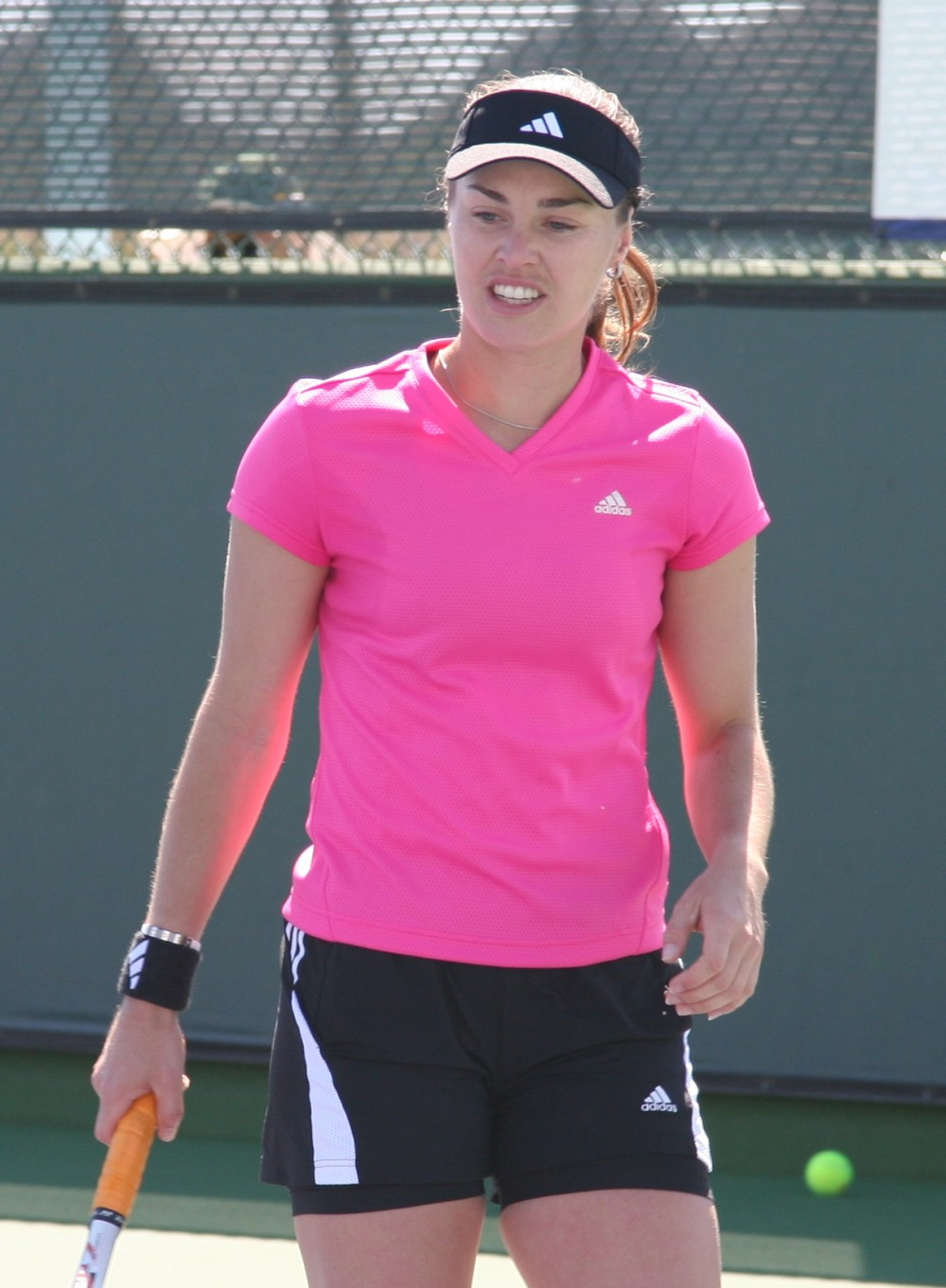
Martina Hingis fick pris för Årets comeback 2006

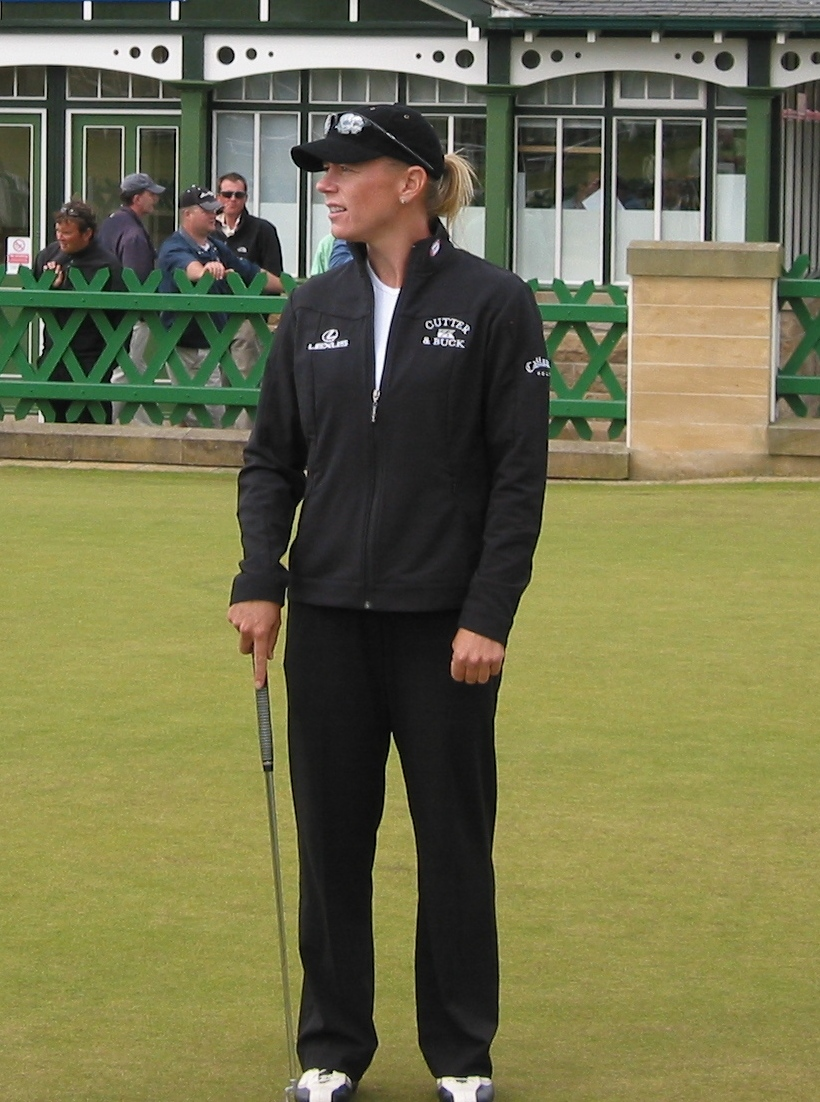
Annika Sörenstam är den enda svensken som fått priset. Årets idrottskvinna 2004

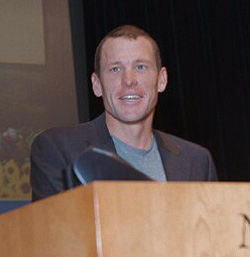
Lance Armstrong fick pris för Årets comeback 2000

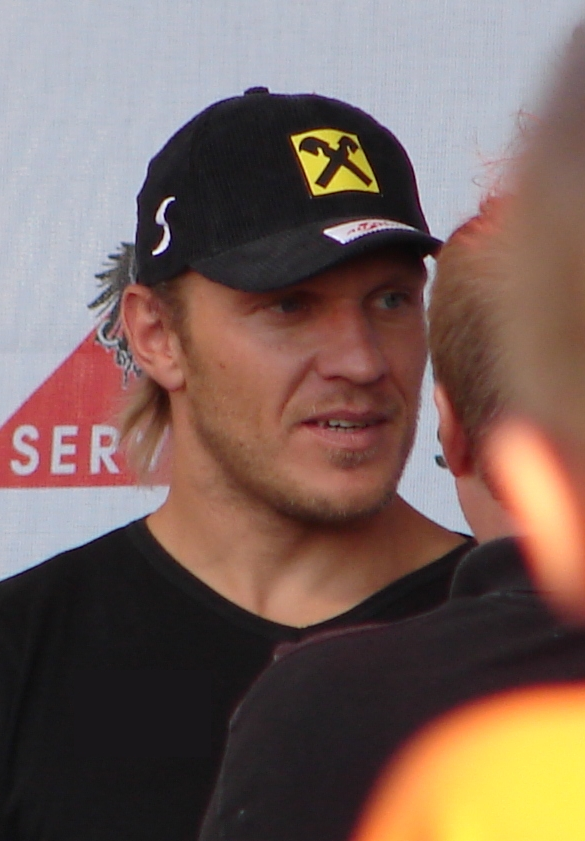
Skidåkaren Hermann Maier fick pris för årets comeback 2004 efter att ha kommit tillbaks från en motorcykelolycka

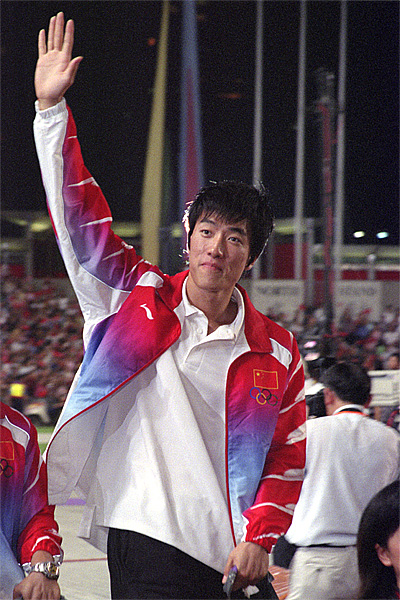
Liu Xiang årets nykomling 2005

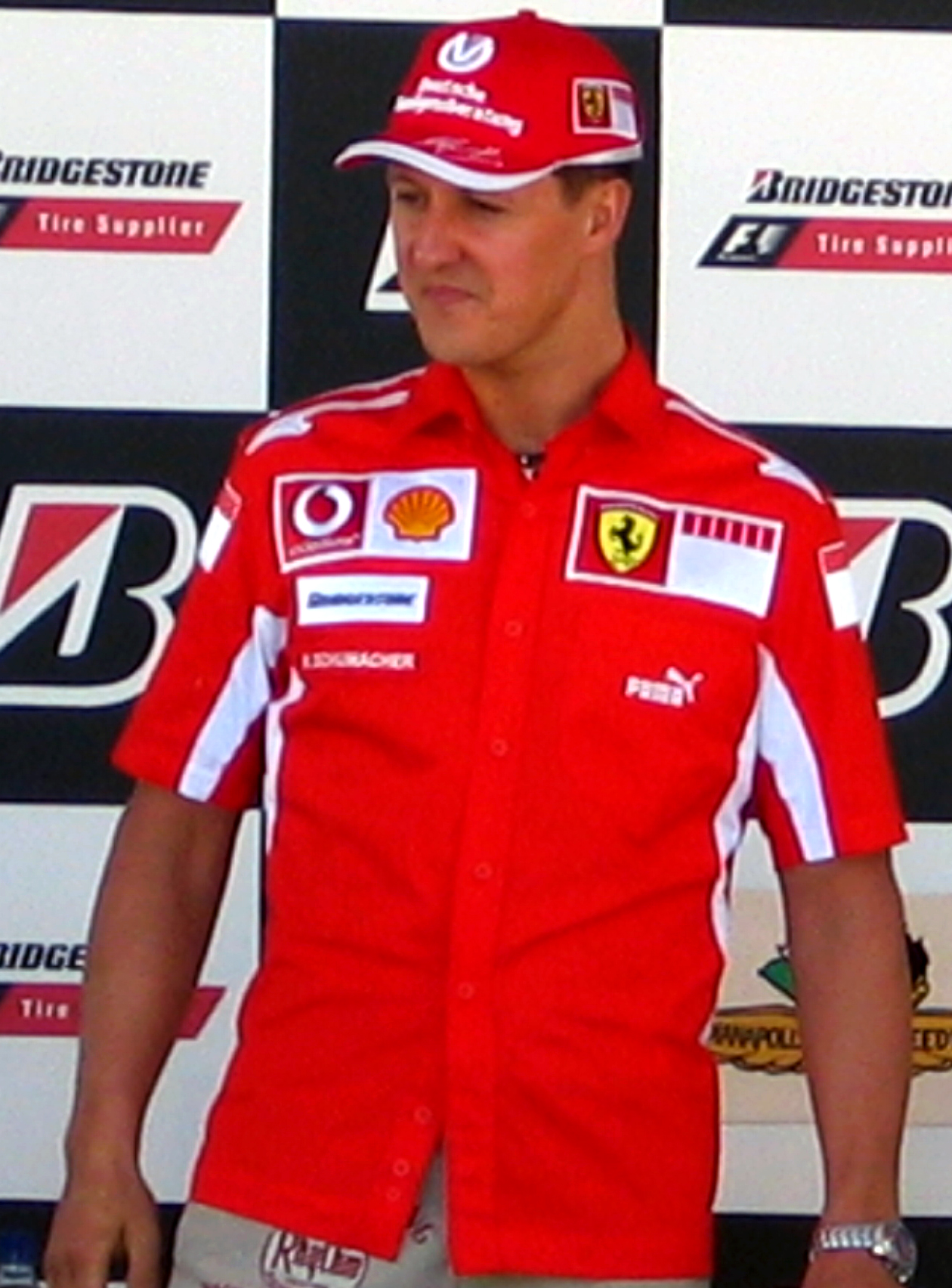
Årets idrottsman 2002 Michael Schumacher

### 2011
| Kategori                            | Vinnare                         | Vinnare   | Sport                      |
| Årets idrottsman                    | Rafael Nadal                    | Spanien   | tennis                     |
| Årets idrottskvinna                 | Lindsey Vonn                    | USA       | Alpint                     |
| Årets lag                           | Spaniens herrlandslag i fotboll | Spanien   | fotboll                    |
| Årets comeback                      | Valentino Rossi                 | Italien   | MotoGP                     |
| Årets idrottare med funktionshinder | Verena Bentele                  | Tyskland  | Paralympics                |
| Årets genombrott                    | Martin Kaymer                   | Tyskland  | golf                       |
| Årets alternativa sportperson       | Kelly Slater                    | USA       | Surfing                    |
| Årets hederspris                    | Zinedine Zidane                 | Frankrike | fotboll                    |
| Spirit of Sport Award               | Europas ryder cup lag           |           | golf                       |
| Sports for Good Award               | May El-Khalil                   |           | grundare av Beirut maraton |

### 2010
| Kategori                            | Vinnare             | Vinnare        | Sport     |
| Årets idrottsman                    | Usain Bolt          | Jamaica        | friidrott |
| Årets idrottskvinna                 | Serena Williams     | USA            | tennis    |
| Årets lag                           | Brawn formel 1 team | Storbritannien | formell 1 |
| Årets comeback                      | Kim Clijsters       | Belgien        | tennis    |
| Årets idrottare med funktionshinder | Natalie du Toit     | Sydafrika      | Simning   |
| Årets genombrott                    | Jenson Button       | Storbritannien | formell 1 |
| Årets alternativa sportperson       | Stephanie Gilmore   | Australien     | Surfing   |
| Årets hederspris                    | Nawal El Moutawakel | Marocko        | Friidrott |

### 2009
| Kategori                            | Vinnare                            | Vinnare        | Sport     |
| Årets idrottsman                    | Usain Bolt                         | Jamaica        | friidrott |
| Årets idrottskvinna                 | Yelena Isinbayeva                  | Ryssland       | friidrott |
| Årets lag                           | Kina i olympiska sommarspelen 2008 | Kina           | olympiska |
| Årets comeback                      | Vitali Klitschko                   | Ukraina        | Boxning   |
| Årets idrottare med funktionshinder | Daniel Dias                        | Brasilien      | Simning   |
| Årets genombrott                    | Rebecca Adlington                  | Storbritannien | Simning   |
| Årets alternativa sportperson       | Kelly Slater                       | USA            | Surfing   |
| Årets hederspris                    | Lachlan Scott                      | Australien     | Friidrott |

### 2008
Utdelad den 18 februari 2008 i Sankt Petersburg, Ryssland.
| Kategori                            | Vinnare                               | Vinnare        | Sport                |
| Årets idrottsman                    | Roger Federer                         | Schweiz        | tennis               |
| Årets idrottskvinna                 | Justine Henin                         | Belgien        | tennis               |
| Årets lag                           | Sydafrikas herrlandslag i rugby union | Sydafrika      | rugby                |
| Årets comeback                      | Paula Radcliffe                       | Storbritannien | löpning              |
| Årets idrottare med funktionshinder | Esther Vergeer                        | Nederländerna  | tennis               |
| Årets genombrott                    | Lewis Hamilton                        | Storbritannien | Formel 1             |
| Årets alternativa sportperson       | Shaun White                           | USA            | snowboard/skateboard |
| Årets hederspris                    | Sergei Bubka                          | Ukraina        | stavhopp             |
| Spirit of Sport Award               | Dick Pound                            | Kanada         | WADA                 |
| Sports for Good Award               | Brendan Tuohey / Sean Tuohey          | USA            | basket               |

### 2007
Utdelad i Barcelona, Spanien.
| Kategori                            | Vinnare                         | Vinnare        | Sport      |
| Årets idrottsman                    | Roger Federer                   | Schweiz        | tennis     |
| Årets idrottskvinna                 | Yelena Isinbayeva               | Ryssland       | friidrott  |
| Årets lag                           | Italiens herrlandslag i fotboll | Italien        | fotboll    |
| Årets comeback                      | Serena Williams                 | USA            | tennis     |
| Årets idrottare med funktionshinder | Martin Braxenthaler             | Tyskland       | skidåkning |
| Årets genombrott                    | Amélie Mauresmo                 | Frankrike      | tennis     |
| Årets alternativa sportperson       | Kelly Slater                    | USA            | surfing    |
| Årets hederspris                    | Franz Beckenbauer               | Tyskland       | fotboll    |
| Spirit of Sport Award               | FC Barcelona                    | Spanien        | fotboll    |
| Sports for Good Award               | Luke Dowdney                    | Storbritannien | boxning    |

### 2006
Utdelad i Barcelona, Spanien.
| Kategori                            | Vinnare                  | Vinnare                  | Sport            |
| Årets idrottsman                    | Roger Federer            | Schweiz                  | tennis           |
| Årets idrottskvinna                 | Janica Kostelić          | Kroatien                 | alpin skidåkning |
| Årets lag                           | Renault formula One Team | Renault formula One Team | Formel 1         |
| Årets nykomling                     | Rafael Nadal             | Spanien                  | tennis           |
| Årets comeback                      | Martina Hingis           | Schweiz                  | tennis           |
| Årets idrottare med funktionshinder | Ernst van Dyk            | Sydafrika                | rullstolsracing  |
| Årets alternativa sportperson       | Angelo d'Arrigo          | Italien                  | aviation         |
| Årets hederspris                    | Johan Cruyff             | Nederländerna            | fotboll          |
| Spirit of Sport Award               | Valentino Rossi          | Italien                  | motorcykel       |
| Sports for Good Award               | Jürgen Griesbeck         |                          | streetfootball   |

### 2005
Utdelad i Estoril, Portugal.
| Kategori                            | Vinnare                          | Vinnare        | Sport             |
| Årets idrottsman                    | Roger Federer                    | Schweiz        | tennis            |
| Årets idrottskvinna                 | Kelly Holmes                     | Storbritannien | friidrott         |
| Team of the Year                    | Greklands herrlandslag i fotboll | Grekland       | fotboll           |
| Årets nykomling                     | Liu Xiang                        | Kina           | friidrott         |
| Årets comeback                      | Alessandro "Alex" Zanardi        | Italien        | racing            |
| Årets idrottare med funktionshinder | Chantal Petitclerc               | Kanada         | friidrott         |
| Årets alternativa sportperson       | Ellen MacArthur                  | Storbritannien | segling           |
| Årets hederspris                    | Inget pris                       | Inget pris     | Inget pris        |
| Spirit of Sport Award               | Boston Red Sox                   | USA            | baseball          |
| Sports for Good Award               | Gerry Storey                     | Nordirland     | boxning (tränare) |

### 2004
Utdelad i Estoril, Portugal.
| Kategori                            | Vinnare                                                                                             | Vinnare                                                                                             | Sport            |
| Årets idrottsman                    | Michael Schumacher                                                                                  | Tyskland                                                                                            | Formel 1         |
| Årets idrottskvinna                 | Annika Sörenstam                                                                                    | Sverige                                                                                             | golf             |
| Årets lag                           | Englands herrlandslag i rugby union                                                                 | England                                                                                             | rugby            |
| Årets nykomling                     | Michelle Wie                                                                                        | USA                                                                                                 | golf             |
| Årets comeback                      | Hermann Maier                                                                                       | Österrike                                                                                           | alpin skidåkning |
| Årets idrottare med funktionshinder | Earle Connor                                                                                        | Kanada                                                                                              | friidrott        |
| Årets alternativa sportperson       | Layne Beachley                                                                                      | Australien                                                                                          | surfing          |
| Lifetime Achievement Award          | Arne Næss jr.                                                                                       | Norge                                                                                               | klättring        |
| Sports for Good Award               | - Indiens landslag i cricket - Pakistans landslag i cricket - MYSA Mathare Youth Sports Association | - Indiens landslag i cricket - Pakistans landslag i cricket - MYSA Mathare Youth Sports Association | cricket          |

### 2003
Utdelad i Monaco
| Kategori                            | Vinnare                           | Vinnare    | Sport            |
| Årets idrottsman                    | Lance Armstrong                   | USA        | cykling          |
| Årets idrottskvinna                 | Serena Williams                   | USA        | tennis           |
| Årets lag                           | Brasiliens herrlandslag i fotboll | Brasilien  | fotboll          |
| Årets nykomling                     | Yao Ming                          | Kina       | basket           |
| Årets comeback                      | Ronaldo                           | Brasilien  | fotboll          |
| Årets idrottare med funktionshinder | Michael Milton                    | Australien | alpin skidåkning |
| Årets alternativa sportperson       | Dean Potter                       | USA        | klättring        |
| Lifetime Achievement Award          | Gary Player                       | Sydafrika  | golf             |

### 2002
Utdelad i Monaco.
| Kategori                            | Vinnare                        | Vinnare       | Sport           |
| Årets idrottsman                    | Michael Schumacher             | Tyskland      | Formel 1        |
| Årets idrottskvinna                 | Jennifer Capriati              | USA           | tennis          |
| Årets lag                           | Australiens landslag i cricket | Australien    | cricket         |
| Årets nykomling                     | Juan Pablo Montoya             | Colombia      | Formel 1        |
| Årets comeback                      | Goran Ivanišević               | Kroatien      | tennis          |
| Årets idrottare med funktionshinder | Esther Vergeer                 | Nederländerna | rullstolstennis |
| Årets alternativa sportperson       | Bob Burnquist                  | Brasilien     | skateboard      |
| Sport for Good Award                | Sir Peter Blake                | Nya Zeeland   | segling         |
| Lifetime Achievement Award          | Sir Peter Blake                | Nya Zeeland   | segling         |

### 2001
Utdelad i Monaco.
| Kategori                            | Vinnare                           | Vinnare        | Sport     |
| Årets idrottsman                    | Tiger Woods                       | USA            | golf      |
| Årets idrottskvinna                 | Cathy Freeman                     | Australien     | friidrott |
| Årets lag                           | Frankrikes herrlandslag i fotboll | Frankrike      | fotboll   |
| Årets nykomling                     | Marat Safin                       | Ryssland       | tennis    |
| Årets comeback                      | Jennifer Capriati                 | USA            | tennis    |
| Årets idrottare med funktionshinder | Vinny Lauwers                     | Australien     | segling   |
| Årets alternativa sportperson       | Mike Horn                         | Sydafrika      | segling   |
| Sport for Good Award                | Kip Keino                         | Kenya          | friidrott |
| Lifetime Achievement Award          | Sir Steve Redgrave                | Storbritannien | rodd      |

### 2000
Utdelad i Monaco.
| Kategori                            | Vinnare                | Vinnare        | Sport            |
| Årets idrottsman                    | Tiger Woods            | USA            | golf             |
| Årets idrottskvinnar                | Marion Jones           | USA            | friidrott        |
| Årets lag                           | Manchester United      | Storbritannien | fotboll          |
| Årets nykomling                     | Sergio García          | Spanien        | golf             |
| Årets comeback                      | Lance Armstrong        | USA            | cykling          |
| Årets idrottare med funktionshinder | Louise Sauvage         | Australien     | friidrott        |
| Årets alternativa sportperson       | Shaun Palmer           | USA            | multi-discipline |
| Sport for Good Award                | Eunice Kennedy Shriver | USA            |                  |
| Årets hederspris                    | Pelé                   | Brasilien      | fotboll          |

## Medlemmar

### Nuvarande medlemmar

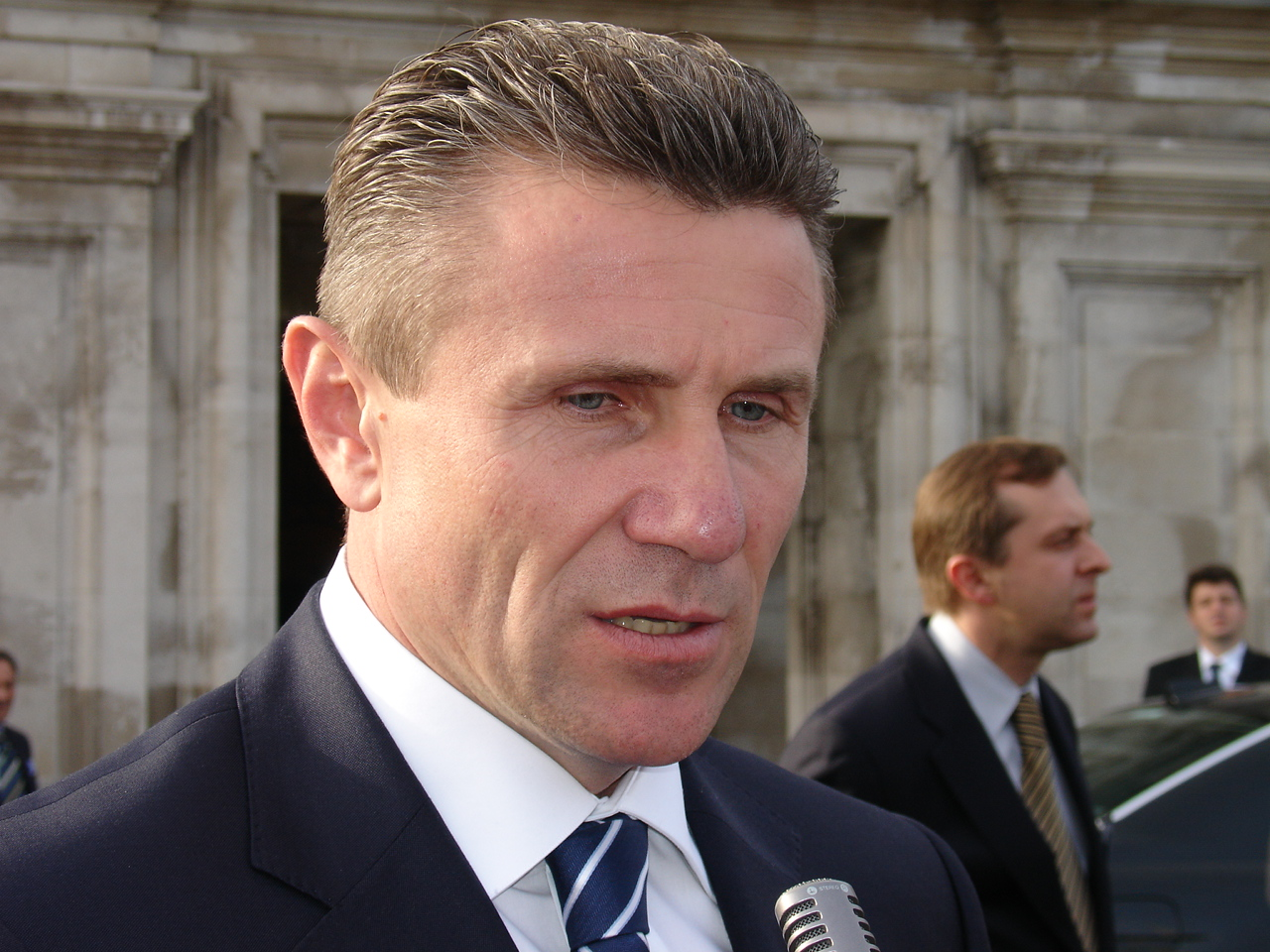
Stavhopparen Sergei Bubka är en av medlemmarna i akademin

Medlemmarna i Laureus World Sports Academy som röstar fram vinnarna består för närvarande av 46 före detta idrottare från hela världen. 
| - Giacomo Agostini - motorsport - Marcus Allen - amerikansk fotboll - Severiano Ballesteros - golf - Franz Beckenbauer - fotboll - Boris Becker - tennis - Ian Botham - cricket - Sergey Bubka - friidrott - Bobby Charlton - fotboll - Sebastian Coe - friidrott - Nadia Comaneci - gymnastik - Deng Yaping - bordtennis - Marcel Desailly - fotboll - Kapil Dev - cricket - David Douillet - judo - Emerson Fittipaldi - Motorsport - Sean Fitzpatrick - rugby | - Dawn Fraser - simning - Cathy Freeman - friidrott - Tanni Grey-Thompson - paralympisk friidrott - Marvin Hagler - boxning - Mika Häkkinen - Motorsport - Tony Hawk - skateboard - Mike Horn - äventyr - Miguel Indurain - cykelsport - Michael Johnson - friidrott - Kip Keino - friidrott - Franz Klammer - alpin skidåkning - Dan Marino - amerikansk fotboll - John McEnroe - tennis - Edwin Moses - friidrott - Nawal El Moutawakel - friidrott - Robby Naish - vindsurfing & kitesurf | - Ilie Năstase - tennis - Martina Navratilova - tennis - Aleksej Nemov - gymnastik - Jack Nicklaus - golf - Gary Player - golf - Morné du Plessis - rugby - Hugo Porta - rugby - Viv Richards Västindien - cricket - Monica Seles - tennis - Mark Spitz - simning - Daley Thompson - friidrott - Alberto Tomba - alpin skidåkning - Steve Waugh - cricket - Katarina Witt - konståkning |

### Tidigare medlemmar
Tidigare medlemmar som antingen avgått eller avlidit
- Peter Blake  - segling
- Bill Shoemaker  - hästsport
- Pelé  - fotboll
- Yasuhiro Yamashita  - judo